# Sillimanite

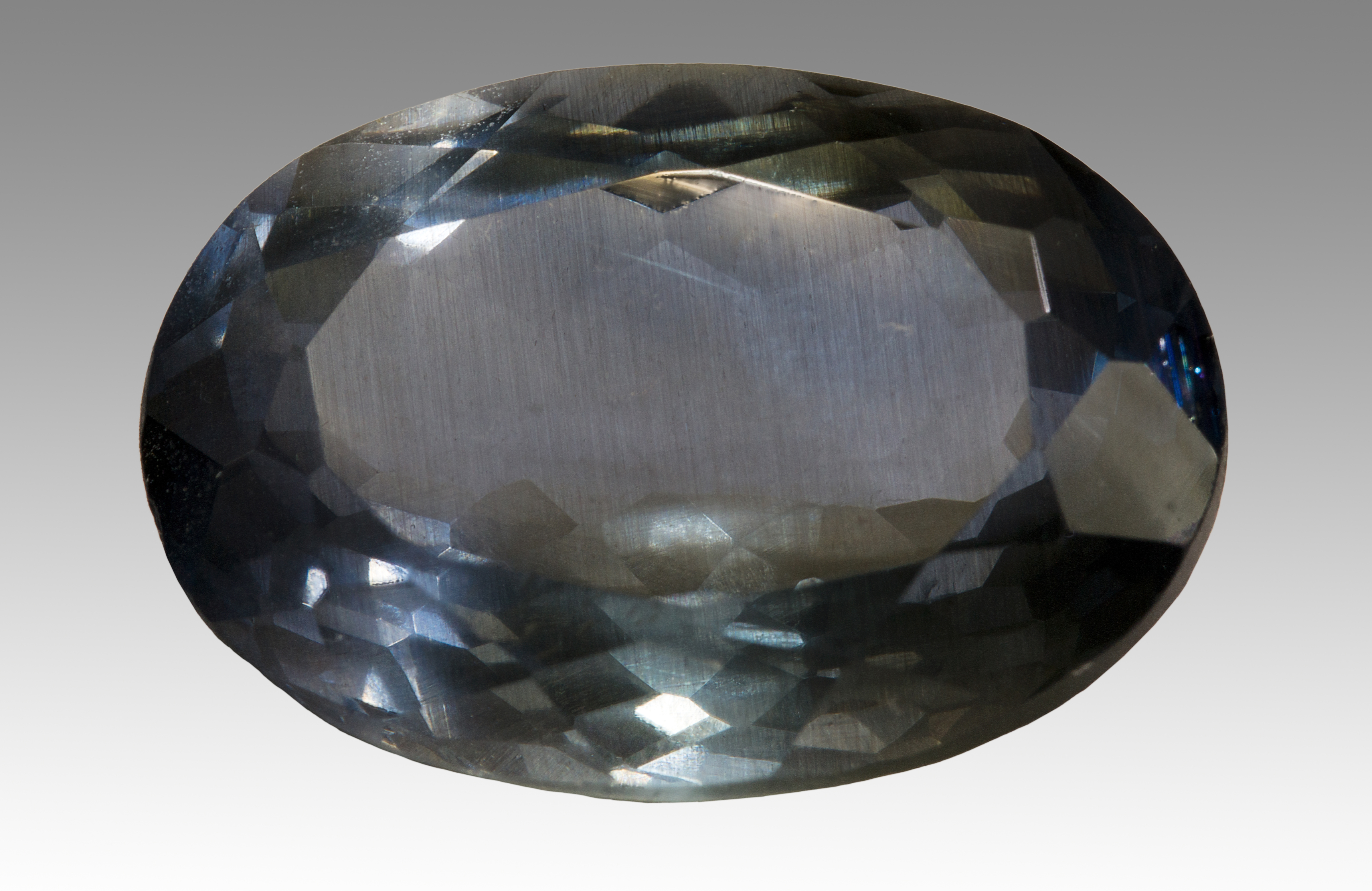
Sillimanite taglio

La sillimanite, il cui nome abbreviato è talvolta riportato come Sil, è un minerale alluminosilicato con formula chimica Al2SiO5; tra le sue varietà, ne esiste una fibrosa, indicabile anche coll'abbreviazione FI. Prende il nome dal chimico statunitense Benjamin Silliman (1779-1864). È stata descritta per la prima volta nel 1824 per un evento a Chester, Middlesex County, Connecticut, USA.

## Origine e giacitura
Metamorfismo regionale di alto grado di sedimenti ricchi in alluminio (shale mudstone) a T>600 °C.
Si può formare per reazione della muscovite con quarzo o direttamente da andalusite o cianite.
È un importante minerale indice.

## Generalità
La sillimanite è uno dei tre polimorfi alluminosilicati, assieme alla andalusite ed alla cianite. Una varietà comune di sillimanite è conosciuta come fibrolite, così chiamato perché il minerale appare come un mazzo di fibre intrecciate, caratteristica visibile ad occhio nudo. Entrambe le forme di sillimanite, fibrose e tradizionali, sono comuni nelle rocce sedimentarie. È un minerale "indice" di alta temperatura ma pressione variabile.

## Utilizzo nell'industria
Per il più alto contenuto di allumina (Al2O3) rispetto alla caolinite pura (2SiO2Al2OH2O), argilla a contenuto massimo di allumina, la sillimanite (SiO2Al2O3) viene impiegata nella produzione di materiali refrattari ed in particolare in quella dei refrattari detti alluminosi, dalle percentuali di allumina oltre il 46% (percentuale della caolinite) con un massimo di 62% in peso, dove il refrattario prende il nome di refrattario sillimanitico. La sillimanite, non essendo un'argilla, non è plastica, per cui non è possibile utilizzarla direttamente per formare il mattone refrattario finale, e per questo la si macina in polvere e la si mescola all'argilla, che funge da legante, ed in questo modo si potrà produrre il mattone refrattario. Il suo reale utilizzo rimane comunque ridotto per l'alto costo della materia stessa.

## Curiosità
Nella varietà "occhio di gatto", ossia con il particolare effetto di luce ondeggiante sulla superficie, detto appunto "gatteggiamento", la sillimanite è impiegata anche in gioielleria.